# Инструментальная улица (Таганрог)
Инструментальная улица — улица в городе Таганроге (Ростовская область). Расположена между Смирновским переулком и площадью Авиаторов. Протяжённость 1980 м. Нумерация домов ведётся от Смирновского переулка.

## История
Инструментальная улица — это бывшая грунтовая дорога из Таганрога в Карантин и Елизаветинский парк. Впервые замощена была в 1917 году силами построившего в районе Карантина свой авиационный завод В. А. Лебедева. Некоторое время носила имя И. В. Сталина.